# Seliștea, Arad
Seliștea este un sat în comuna Cărand din județul Arad, Crișana, România.